# Roberto Lovera
Roberto José Lovera Vidal (Montevideo, 14 novembre 1922 – Montevideo, 22 giugno 2016) è stato un cestista e allenatore di pallacanestro uruguaiano.

## Carriera
Con l'Uruguay ha disputato due edizioni dei Giochi olimpici (Londra 1948 e Helsinki 1952) e i Campionati del mondo del 1954.